# Gasthaus zum Goldenen Löwen Bischofswerda

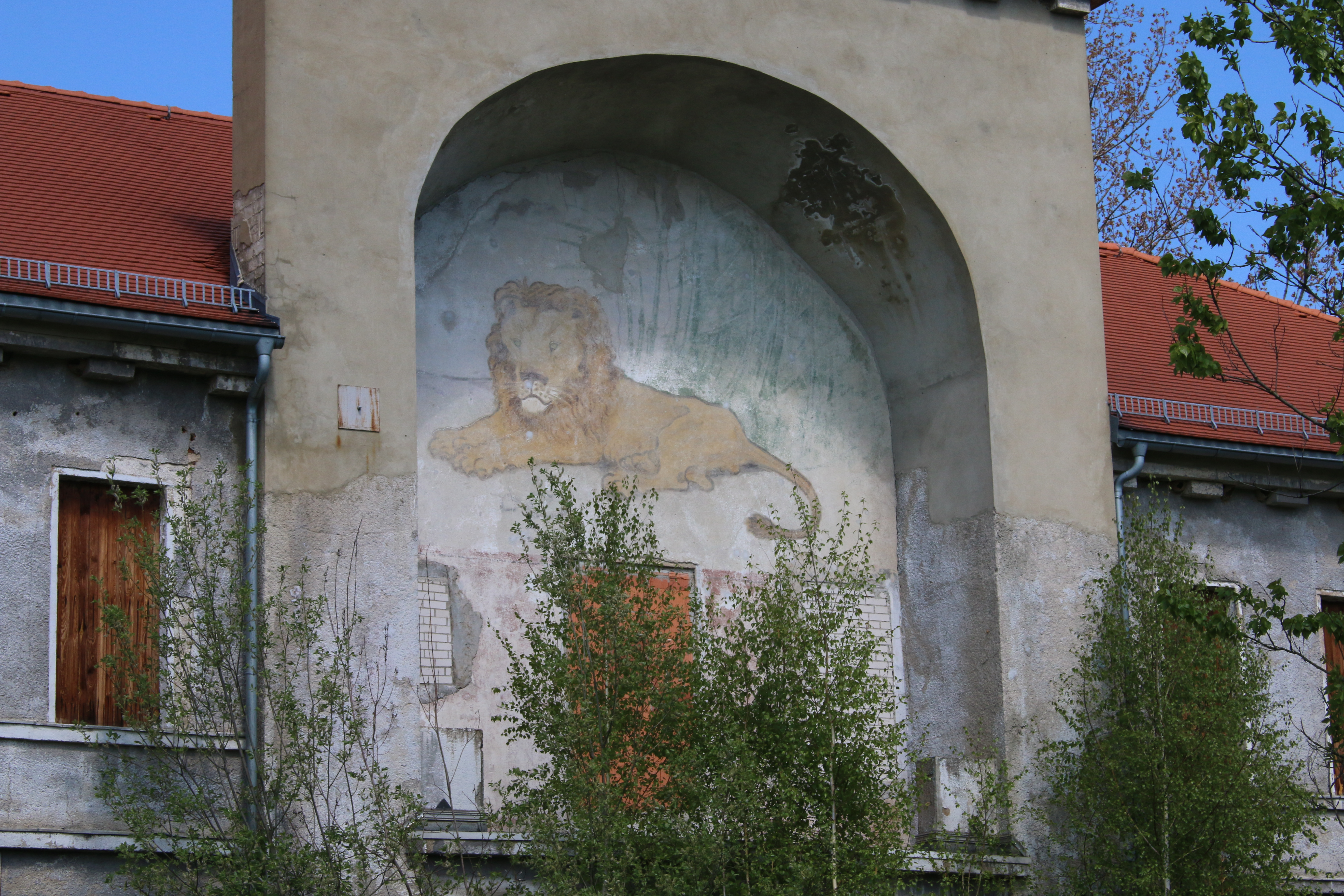
Später gemalter Löwe in Bogennische des ehem. Gasthofs „Goldener Löwe“

Das Gasthaus zum „Goldenen Löwen“ ist ein denkmalgeschütztes Gebäude mit baugeschichtlich und ortsgeschichtlicher Bedeutung. Es befindet sich auf dem ehemaligen Kasernengelände bei Bischofswerda, das zuletzt im Zusammenhang mit der späteren Entstehung der Kasernenanlage und Besetzung der Roten Armee als Offizierskasino sowie als Hauptgebäude der Anlage (ehemals Goldener Löwe) genutzt wurde.

## Architektur
Das zweigeschossige Gebäude besteht aus einem Ballsaal im klassizistischen Stil und einen pompösen Eingang in der Mitte, der durch vier dorische Säulen im Erdgeschoss eingeleitet wird. Oberer Abschluss mit Gebälk.
Der Goldene Löwe hatte einst eine komplett ausgemalte Nische. Carl Lohse restaurierte das Bild des Löwen in den 1930er Jahren, dahinter befand sich noch die Stadtsilhouette von Bischofswerda. Es war seine einzige Open-Air-Arbeit. Heute erkennt man nur noch die Reste des Löwen.
In der gewaltigen Bogennische ist später ein Löwe vom Bischofswerdaer Zeichner und Maler Falk Nützsche nachträglich gemalt worden, der über der Firsthöhe endet.

## Entstehungsgeschichte
Beim Wiederaufbau der Stadt nach 1813 wurden verschiedene Gebäude, z. B. die Kirche, das Rathaus, der sogenannte Bischofssitz und das Gasthaus „Zum goldenen Löwen“ nach Plänen des Dresdner Hofbaumeisters Gottlob Friedrich Thormeyer im klassizistischen Stil errichtet und prägen das Antlitz der Stadt.
Von der ursprünglich geplanten Kasernenanlage wurde nur ein Teil errichtet. Es entstanden ein dreiflügeliges Mannschaftsgebäude, zwei Remisen, Stallanlagen, ein Familienwohnhaus und eine Reithalle, im Entwurf des „Goldenen Löwen“ von Thormeyer wurde eine Nischenfassade nicht ausgeführt.
Die Mannschaften und Offiziere des Sächsischen Trainbataillon Nummer zwölf mussten in die provisorischen Unterkünfte im „Löwen“ einziehen und mit den vorhandenen Gegebenheiten auskommen. Erst über das kommende Jahr war mit der Vollendung der Kaserne zu rechnen.
Das ganze Areal erhielt die Bezeichnung „Siedlung Waldeck“. Der „Goldene Löwe“ wurde wieder zum öffentlichen Gasthaus und Hotel. 1938 mussten die Bewohner das Waldeck verlassen. Sie wurden in das von der sächsischen Landessiedlungsgesellschaft errichtete Wohnviertel an der Putzkauer Straße umgesiedelt.
1998 erwarb die Stadt Bischofswerda die Kaserne und ließ 2000 den „Goldenen Löwen“ baulich sichern.
Bis auf das Kasino wurden sämtliche Gebäude nach 1993 abgerissen und auf dem Terrain eine Solarzellenfabrik errichtet.